# Niono
Niono város Maliban, Ségou régióban. Lakossága nagyjából 60 000 fő, ezzel a róla elnevezett körzet központja. A város a Niger-folyó mentén fekszik, közel a folyó úgynevezett "belső deltájához".
Niono a 12. században, a Mali Birodalom uralma alatt vált fontos kereskedelmi központtá az erre haladó kereskedőutak miatt. Főleg a só és az arany forgalma volt jelentős.
Már a francia gyarmati időkben megkezdődött egy nagy csatornarendszer kiépítése, amely a környező mezőgazdasági területek öntözésére volt hivatott. A francia uralom alatt az Office du Niger név alatt futott a projekt, de Mali függetlenedése után is folytatták a fejlesztéseket. A beruházás eredményeként a Niger belső deltájának mocsaras területéről a vizet a városkörnyéki termőföldekhez vezették. Így a mezőgazdaság igen fejlett, főleg a rizstermelésnek van nagy jelentősége.
A város legfőbb látványossága a Nionoi Nagymecset, amely 1983-ban elnyerte az építészeti Aga Khan-díjat is. Niono nevezetessége még a már említett csatornarendszer, amely miatt a várost gyakran Afrika Velencéjének nevezik.

## Fordítás
- Ez a szócikk részben vagy egészben  a   Niono című angol Wikipédia-szócikk fordításán alapul.  Az eredeti cikk szerkesztőit annak laptörténete sorolja fel. Ez a jelzés csupán a megfogalmazás eredetét és a szerzői jogokat jelzi, nem szolgál a cikkben szereplő információk forrásmegjelöléseként.